# Eucereon ino
Eucereon ino là một loài bướm đêm thuộc phân họ Arctiinae, họ Erebidae.